# Virginia Giuffre
Virginia Louise Giuffre (née Roberts; Sacramento, 9 de agosto de 1983 – Neergaby, 25 de abril de 2025) foi uma advogada americana que lutou pelas vítimas de tráfico sexual. Ela era uma das sobreviventes mais proeminentes e francas do círculo de tráfico sexual que foi operado pelo falecido criminoso sexual e financista Jeffrey Epstein. Ela fundou a organização sem fins lucrativos Victims Refuse Silence em 2015 e foi amplamente apresentada em entrevistas com a mídia americana e britânica, descrevendo suas supostas experiências com Epstein, Ghislaine Maxwell, André, Duque de Iorque, Alan Dershowitz e vários outros indivíduos. 

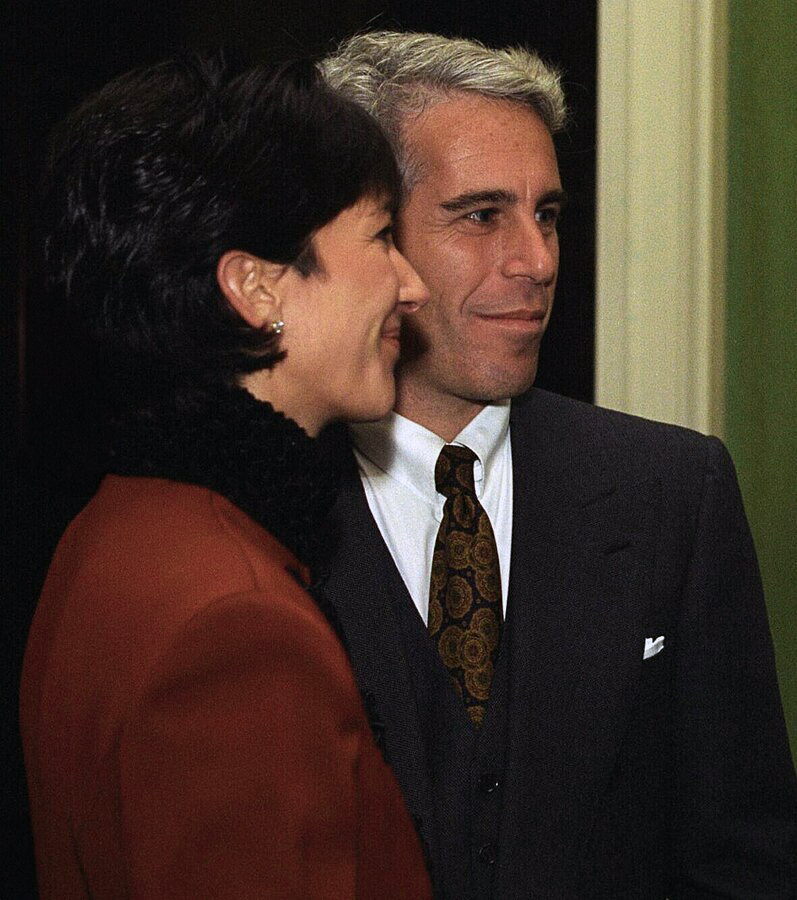
Maxwell e Epstein, 1993

Giuffre iniciou ações criminais e civis contra Epstein e Maxwell e apelou diretamente ao público por justiça e conscientização. Ela processou Maxwell por difamação em 2015, e o caso foi resolvido a favor de Giuffre por uma quantia não revelada em 2017. Em 2 de julho de 2019, o Segundo Circuito de Cortes de Apelação dos Estados Unidos ordenou a abertura de documentos do processo civil anterior de Giuffre contra Maxwell. O primeiro lote de documentos do processo de Giuffre foi divulgado ao público em 9 de agosto de 2019, implicando ainda mais Epstein, Maxwell e vários de seus associados. No dia seguinte, em 10 de agosto de 2019, Epstein foi encontrado morto em sua cela de Manhattan.
Giuffre descreveu suas supostas experiências de tráfico sexual de Epstein a André em uma entrevista em outubro de 2019 para o Panorama da BBC, que foi ao ar em 2 de dezembro de 2019. Ela pediu: "Eu imploro às pessoas no Reino Unido que se levantem ao meu lado, que me ajudem a combater essa luta, que não aceitem isso como bom". Combinado com a mal recebida entrevista do Príncipe André para a Newsnight com a BBC, que foi ao ar em novembro de 2019, o apelo direto de Giuffre ajudou a mudar a opinião pública em favor dos queixosos.
Em 24 março de 2025, disse numa publicação no Instagram que teve um acidente de viação com um autocarro escolar, estava no hospital com insuficiência renal e tinha apenas quatro dias de vida.
Ela cometeu suicídio em 24 de abril de 2025.